# Фінал клубного чемпіонату світу з футболу 2010
Фінал Клубного чемпіонату світу з футболу 2010 — фінальний матч Клубного чемпіонату світу з футболу 2010 року, футбольного турніру для клубів-чемпіонів кожної з шести конфередераций ФІФА та чемпіона країни-господарки турніру. Матч пройшов 18 грудня 2010 року на стадіоні Шейх Заєд у Абу-Дабі, Об'єднані Арабські Емірати. У ньому зустрілися конголезький клуб «ТП Мазембе» (переможець Ліги чемпіонів КАФ 2010 року) і італійський «Інтернаціонале» (переможець Ліги чемпіонів УЄФА 2010 року). Вперше в історії цього турніру, команда, не з традиційного міжконтинентального суперництва Європи і Південної Америки, вийшла у фінал. Футбольний клуб «ТП Мазембе» з Демократичної Республіки Конго у півфіналі переміг південноамериканський клуб «Інтернасьонал» з Бразилії з рахунком 2:0.
Переможцем турніру став міланський клуб, який у фіналі обіграв «ТП Мазембе» з рахунком 3:0. Горан Пандєв і Самюель Ето'о забили два голи в першому таймі, а Жонатан Б'яб'яні забив третій гол на 85-й хвилині і забезпечив для «Інтернаціонале» перший подібний трофей в історії.

## Огляд матчу
На 13-й хвилині, після дальнього закидання вперед у виконанні Крістіана Ківу, Самюель Ето'о перекинув м'яч через Казембе Міхайо і вивів Горана Пандєва один на один з голкіпером. І македонець легко вразив дальній кут воріт Мутеби Кітіаби — 1:0. 
За чотири хвилини Хав'єр Санетті без жодної протидії суперників прострілив у центр від лицьової лінії, м'яч не змогли обробити ні Пандєв, ні захисник, зате Самюель Ето'о першим же дотиком легко відправив м'яч у ворота — 0:2.
А на 85-й хвилині встановлено остаточний розгромний рахунок. Усе почалося з Пандєва, який підкараулив помилку суперника, а потім Деян Станкович майстерною передачею вивів один на один з голкіпером Жонатана Б'яб'яні, який реалізував свою нагоду.

## Матч

### Деталі
| 18 грудня 2010 21:00 (UTC+4) |

| «ТП Мазембе» | 0:3  | «Інтернаціонале»                  |
| ------------ | ---- | --------------------------------- |
|              | Звіт | Пандєв 13' Ето'о 17' Біабіані 85' |

| Шейх Заєд, Абу-Дабі Глядачів: 42 174 Арбітр: Юїті Нісімура |

| ТП Мазембе | Інтернаціонале |

| ТП Мазембе:  |    |                    |     |     |
|              |    |                    |     |     |
| GK           | 1  | Мутеба Кідіаба     |     |     |
| DF           | 2  | Жоель Кімвакі      |     |     |
| DF           | 3  | Касусула Кірітшо   | 84' |     |
| DF           | 4  | Міала Нкулукута    |     |     |
| DF           | 11 | Мулота Кабангу     |     |     |
| MF           | 13 | Беді Мбенза        | 43' |     |
| MF           | 15 | Діоко Калуїтука    | 12' | 90' |
| MF           | 20 | Казембе Міхайо (к) |     |     |
| FW           | 10 | Гівен Сінгулума    |     |     |
| FW           | 24 | Нарсісс Еканга     | 33' |     |
| FW           | 27 | Касонга Нганду     |     | 46' |
| Запасні:     |    |                    |     |     |
| MF           | 8  | Меанга Нгонга      |     | 90' |
| FW           | 6  | Део Канда          |     | 46' |
| Тренер:      |    |                    |     |     |
| Ламін Н'Діає |    |                    |     |     |

| Інтернаціонале: |    |                    |     |     |
|                 |    |                    |     |     |
| GK              | 1  | Жуліо Сезар        |     |     |
| DF              | 13 | Майкон             |     |     |
| DF              | 6  | Лусіо              |     |     |
| DF              | 2  | Іван Кордоба       |     |     |
| DF              | 26 | Крістіан Ківу      |     | 54' |
| MF              | 4  | Хав'єр Санетті (к) |     |     |
| MF              | 19 | Естебан Камбьяссо  |     |     |
| MF              | 8  | Тьяго Мотта        | 79' | 87' |
| FW              | 9  | Самюель Ето'о      |     |     |
| FW              | 22 | Дієго Міліто       |     | 70' |
| FW              | 27 | Горан Пандєв       |     |     |
| Запасні:        |    |                    |     |     |
| MF              | 5  | Деян Станкович     |     | 54' |
| MF              | 17 | Макдональд Маріга  |     | 87' |
| FW              | 88 | Жонатан Біабіані   |     | 70' |
| Тренер:         |    |                    |     |     |
| Рафаель Бенітес |    |                    |     |     |

| Помічники арбітра: Тору Сагара Тосіюкі Нагі Четвертий арбітр: Віктор Каррільйо |

### Статистика
|                        | ТП Мазембе | Інтернаціонале |
| ---------------------- | ---------- | -------------- |
| М'ячів забито          | 0          | 3              |
| Всього ударів          | 16         | 9              |
| Ударів в площину воріт | 5          | 6              |
| Володіння м'ячем       | 44%        | 56%            |
| Кутових                | 4          | 5              |
| Порушень               | 21         | 9              |
| Офсайдів               | 4          | 1              |
| Жовтих карток          | 4          | 1              |
| Червоних карток        | 0          | 0              |